# Армбруст, Барбара
Барбара Армбруст (англ. Barbara Armbrust; род. 13 августа 1963, Сент-Катаринс, Онтарио) — канадская гребчиха, выступавшая за сборную Канады по академической гребле в 1980-х годах. Серебряная призёрка летних Олимпийских игр в Лос-Анджелесе, обладательница бронзовой медали чемпионата мира, победительница и призёрка регат национального значения.

## Биография
Барбара Армбруст родилась 13 августа 1963 года в городе Сент-Катаринс провинции Онтарио, Канада. 
Занималась академической греблей в местном одноимённом клубе «Сент-Катаринс», состояла в гребной команде во время обучения в Викторианском университете, который благополучно окончила.
Дебютировала в гребле на международной арене в сезоне 1980 года, когда выступила на юниорском мировом первенстве в Бельгии и заняла здесь четвёртое место в программе распашных рулевых восьмёрок. Год спустя на аналогичных соревнованиях в Болгарии стартовала в рулевых четвёрках и восьмёрках, показав в этих дисциплинах пятый и седьмой результаты соответственно.
В 1983 году вошла в основной состав канадской национальной сборной и выступила на взрослом чемпионате мира в Дуйсбурге — в зачёте восьмёрок пришла к финишу четвёртой, остановившись в шаге от призовых позиций.
Благодаря череде удачных выступлений удостоилась права защищать честь страны на летних Олимпийских играх 1984 года в Лос-Анджелесе. В составе экипажа, куда также вошли гребчихи Анджела Шнейдер, Мэрилин Брейн, Джейн Треганно и рулевая Лесли Томпсон, финишировала в распашных четвёрках на второй позиции позади экипажа из Румынии и тем самым завоевала серебряную олимпийскую медаль.
После лос-анджелесской Олимпиады Армбруст ещё в течение некоторого времени оставалась в составе гребной команды Канады и продолжала принимать участие в крупнейших международных регатах. Так, в 1985 году она побывала на мировом первенстве в Хазевинкеле, откуда привезла награду бронзового достоинства, выигранную в рулевых четвёрках — в решающем заезде её обошли только экипажи из Восточной Германии и Румынии.
На чемпионате мира 1986 года в Ноттингеме выступила в программе парных четвёрок, но не смогла квалифицироваться в финал и на этом завершила спортивную карьеру.